# NGC 152
NGC 152 je otvoreni skup u zviježđu Tukanu.

## Vanjske poveznice
- SEDS: NGC 0152